# Secrets de femmes (film, 1950)
Pour plus de détails, voir Fiche technique et Distribution.
Secrets de femmes (Three Secrets) est un film dramatique américain réalisé par Robert Wise, sorti en 1950.

## Synopsis
Un jeune garçon perd ses parents dans un accident d'avion qui le laisse seul dans la montagne. Trois femmes persuadées d'être sa mère biologique se retrouvent au poste de secours et se remémorent les circonstances qui les ont poussées à abandonner leurs fils à sa naissance.

## Fiche technique
- Titre original : Three Secrets
- Titre français : Secrets de femmes
- Réalisation : Robert Wise
- Scénario : Martin Rackin, Gina Kaus
- Direction artistique : Charles H. Clarke
- Décors : Fred M. MacLean
- Costumes : Leah Rhodes
- Photographie : Sid Hickox
- Effets visuels : Edwin B. DuPar
- Son : Charles Lang
- Montage : Thomas Reilly
- Musique : David Buttolph
- Production : Milton Sperling
- Société de production : United States Pictures, Inc.
- Société de distribution : Warner Bros. Pictures, Inc.
- Pays de production :  États-Unis
- Langue : anglais
- Format : Noir et blanc - 35 mm - 1,37:1 - Son mono (RCA Sound System)
- Genre : Film dramatique
- Durée : 98 minutes
- Dates de sortie :
  - États-Unis : 14 octobre 1950
  - France : 20 juillet 1951

## Distribution
- Eleanor Parker : Susan Chase
- Patricia Neal : Phyllis Horn
- Ruth Roman : Ann Lawrence
- Frank Lovejoy : Bob Duffy
- Leif Erickson : Bill Chase
- Ted de Corsia : Del Prince
- Edmon Ryan : Hardin
- Larry Keating : Mark Harrison
- Katherine Warren : Mme Connors
- Arthur Franz : Paul Radin
- Mack Williams : médecin militaire

Acteurs non crédités :
- Peter Brocco : Stephani
- Rory Mallinson : journaliste